# Naftidrofurilo
El Naftidrofurilo (DCI) es un fármaco utilizado en el tratamiento de los trastornos vasculares periféricos, como la  claudicación intermitente, y cerebrovasculares. Mejora la capacidad oxidativa celular y es un espasmolítico. Actúa como agonista inverso del receptor 5-HT2A. 
Se ha utilizado para tratar la súbita pérdida de audición repentina y el tinnitus agudo. Puede ser eficaz para aliviar el dolor de calambres musculares.
Se comercializa como Praxilene en Europa.